# Koperoproer

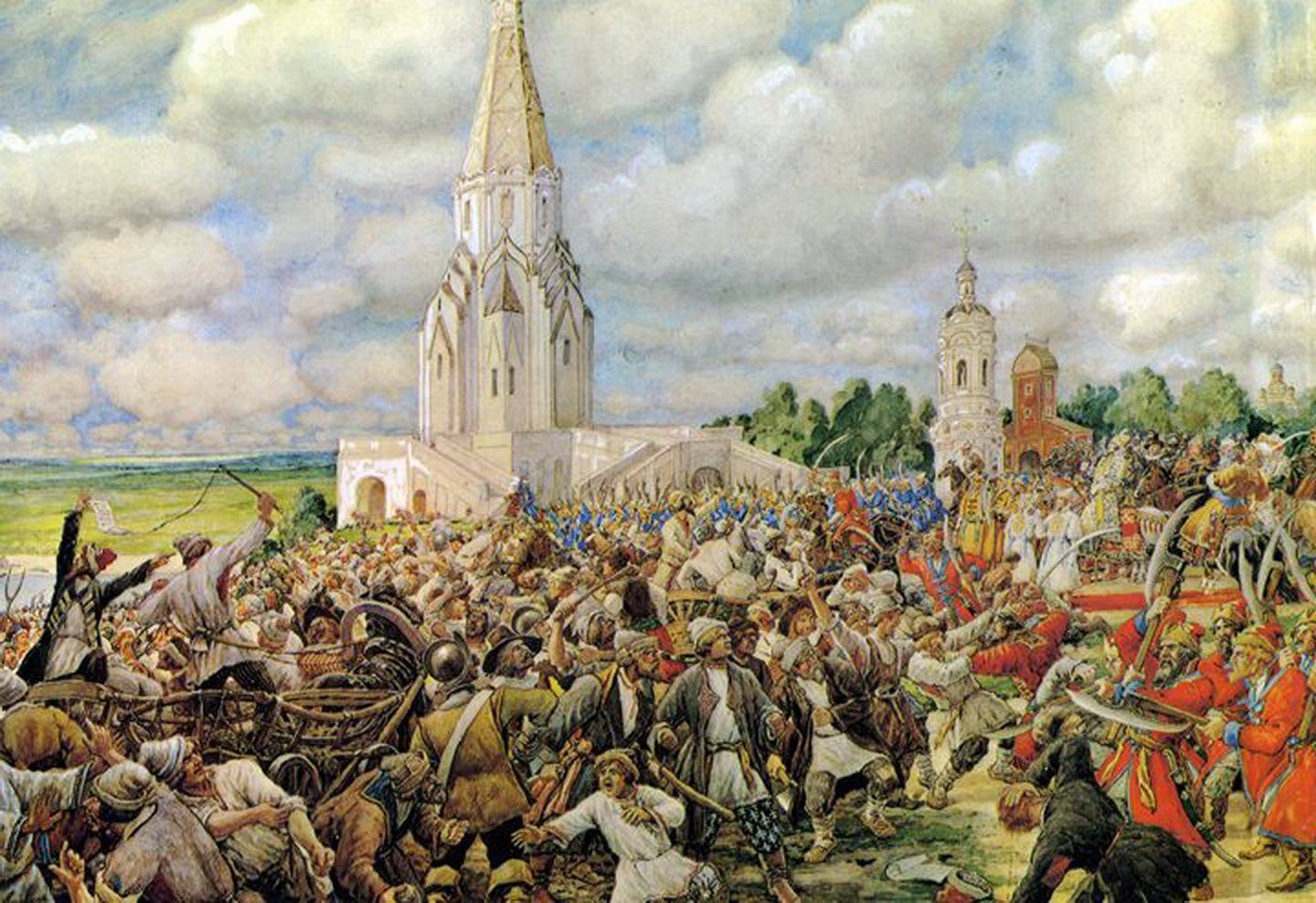
Het koperoproer van 1662. Ernest Lissner 1938.

Het Koperoproer betreft een aantal ongeregeldheden onder de arme stedelijke bevolking die optraden op 25 juli (4 augustus) 1662 in Moskou. 
De aanleiding voor het oproer was een belastingverhoging in verband met de Russisch-Poolse oorlog van 1654-1667 en het loslaten van de waardekoppeling van koperen munten ten opzichte van zilver. De koperen munten hadden tot 1654 een aanzienlijk hogere nominale waarde dan de waarde van het metaal waarvan zij vervaardigd waren. Het loslaten van de koppeling leidde daarom tot een aanzienlijk afwaardering. Een jaar na het oproer werd het slaan van koperen munten zelfs stopgezet. 

## Aanleiding en achtergrond
Zoals bij het zoutoproer was de achtergrond van het gebeuren vooral het falende economische en monetaire beleid van de eerste Romanovs en in het bijzonder van Aleksej I Michajlovitsj. In 1662 werden ook staatsmonopolies op hennep, bont en schoenleer ingesteld en de heffing van tol werd verhoogd wat ook de Nederlandse handelaren in het land voor hogere lasten stelde. Moskou beschikte in de 17e eeuw niet over goud- of zilvermijnen. Edele metalen moesten dus uit het buitenland betrokken worden en daaruit werden dan Russische munten geslagen. De langdurige oorlog met Polen vereiste grote staatsuitgaven. A.L. Ordin-Nasjtsjokin bood aan om koperen munten te slaan met de waarde van de zilveren munt. Uit belastingen werd zilvergeld verkregen, maar het salaris van de ambtenaar werd in kopergeld uitbetaald. Er werd een kleine koperen munt uitgegeven die aanvankelijk dezelfde waarde had als de zilveren roebel, maar er werd zo veel ongedekt kopergeld in omloop gebracht dat de koppeling wel losgelaten moest worden en na de onvermijdelijke devaluatie kwam 6 roebel in zilver nog maar overeen met 179 roebel in koper. Het gevolg was dat alle prijzen enorm stegen. Bovendien vierde de valsemunterij hoogtij.

## Gebeurtenissen
Het gewone volk was woedend op de bojaren die vrijuit leken te gaan. Op 25 juli (4 augustus) 1662 werd een lijst met beschuldigingen bij de Lubjanka aangetroffen aan het adres van vorst I.D. Miloslavskij, enige leden van de Bojarendoema en een rijke гость gost' Vasilij Sjorin. Zij werden -ongegrond- ervan beschuldigd met de Polen te heulen. Opmerkelijk genoeg waren dit dezelfde lieden die 14 jaar eerder bij het zoutoproer ook doelwit van de volkswoede geweest waren. Een menigte viel het huis van Sjorin aan. Enige duizenden mensen trokken naar buitenverblijf van de keizer in Kolomenskoje waar hij verbleef. Zij overrompelden daarmee de tsaar en hij moest wel hen te woord staan. Hem werd een petitie overhandigd, waarin verlaging van de prijzen en belastingen gevraagd werd, alsmede bestraffing van de 'schuldigen'. Aleksej zwichtte voor de druk en beloofde een onderzoek. De menigte scheen daarmee tevreden en keerde naar huis terug.
Maar hen tegemoetkwam nog een menigte van duizenden die veel militanter waren. Het waren kleine handelaren, slagers, bakkers mensen van het platteland en zij omsingelden opnieuw het paleis van de tsaar. Ditmaal werd er niet gevraagd, maar geëist de 'verraders' aan hen uit te leveren, met het dreigement dat als hij ze niet goedschiks overgaf, zij zouden beginnen ze zelf te gaan pakken. Maar er verschenen al snel boogschutters en soldaten in het dorp om de bojaren te beschermen. De menigte werd bevolen zich te verspreiden en toen zij dit weigerden werd er geweld gebruikt. De onbewapende menigte werd de rivier ingedreven en zo'n duizend man werd gedood, gehangen, of verdronken in de rivier de Moskva. Een aantal duizenden werden gearresteerd en nadien verbannen.
Vanwege het koperoproer werden koperen munten uit de roulatie genomen. In 1663 werd het slaan van zilveren munten hervat. Het koper werd omgesmolten tot andere voorwerpen.